# العباسية (صفاقس)
العباسية هي بلدة تقع بأرخبيل قرقنة التونسي بولاية صفاقس.

## أعلام المدينة
- فرحات حشاد.
- الحبيب عاشور